# Luge aux Jeux olympiques de 2026
Navigation
Pékin 2022 Alpes françaises 2030
Les épreuves de luge aux Jeux olympiques d'hiver de 2026 se déroulent du 7 au 12 février 2026 sur la Piste olympique Eugenio-Monti à Cortina d'Ampezzo, en Italie.
Lors de ces jeux, l'épreuve de luge biplace féminine est ajouté au programme olympique (épreuve intégrée aux championnats du monde depuis 2022). Précédemment, le double était dans les textes ouverte aux femmes mais tous les concurrents étaient des hommes.

## Qualifications
Un maximum de 100 places (56 hommes et 44 femmes) sont disponibles pour les athlètes pour participer aux Jeux avec deux épreuves par genre. Pour être qualifié, les minima pour cette saison sont de 26 points pour les simples hommes et femmes, 44 et 50 points respectivement pour le double homme et le double femmes.
Il y a deux voies de qualification : 
- Une qualification basée sur les cinq premières manches de la coupe du monde de luge 2025-2026 jusqu'au 12 janvier 2026.
- Une qualification basée sur la saison préolympique de la coupe du monde de luge 2024-2025.

Le pays hôte est assuré de participer à chaque épreuve. Il y aura 25 participants pour les courses en simple, 11 pour le double féminin (soit 22 lugeuses) et 17 pour le double masculin (soit 35 lugeurs).
Ensuite, il y a certaines restrictions pour limiter le nombre d'athlètes par comité olympiques : un CNO peut inscrire au maximum 3 participants en simple et 2 équipages en double
L'ISBF publie sa liste des places attribuées par comités nationaux, y compris la liste des CNO à prendre en considération pour la réattribution.
| Quota | Hommes | Hommes     | Hommes | Hommes     | Femmes | Femmes     | Femmes | Femmes     |
| Quota | Simple | Simple     | Double | Double     | Simple | Simple     | Double | Double     |
| Quota | CNO    | Délégation | CNO    | Délégation | CNO    | Délégation | CNO    | Délégation |
| ----- | ------ | ---------- | ------ | ---------- | ------ | ---------- | ------ | ---------- |
| 3     |        |            | NC     | NC         |        |            | NC     | NC         |
| 2     |        |            |        |            |        |            |        |            |
| 1     |        |            |        |            |        |            |        |            |

Chaque CNO est en mesure de participer au relais s'il peut constituer une équipe avec chaque type d'équipage individuel (simple homme/simple femme/double homme/double femme).

## Calendrier
| Épreuves | Épreuves | Jour de compétition (Février 2022) | Jour de compétition (Février 2022) | Jour de compétition (Février 2022) | Jour de compétition (Février 2022) | Jour de compétition (Février 2022) | Jour de compétition (Février 2022) | Jour de compétition (Février 2022) | Jour de compétition (Février 2022) |
| Épreuves | Épreuves | 7                                  | 8                                  | 9                                  | 10                                 | 11                                 | 12                                 |                                    |                                    |
| Hommes   | Simple   | H1 & H2                            | H3 & H4                            |                                    |                                    |                                    |                                    |                                    |                                    |
| Hommes   | Double   |                                    |                                    |                                    |                                    | H1 & H2                            |                                    |                                    |                                    |
| Femmes   | Simple   |                                    |                                    | H1 & H2                            | H3 & H4                            |                                    |                                    |                                    |                                    |
| Femmes   | Double   |                                    |                                    |                                    |                                    | H1 & H2                            |                                    |                                    |                                    |
| Mixte    | Relais   |                                    |                                    |                                    |                                    |                                    | Finale                             |                                    |                                    |

## Résultats
| Épreuve                                | Or | Or | Argent | Argent | Bronze | Bronze |
| -------------------------------------- | -- | -- | ------ | ------ | ------ | ------ |
| Simple hommes résultats détaillés      |    |    |        |        |        |        |
| Double hommes résultats détaillés      |    |    |        |        |        |        |
|                                        |    |    |        |        |        |        |
| Simple femmes résultats détaillés      |    |    |        |        |        |        |
| Double femmes résultats détaillés      |    |    |        |        |        |        |
|                                        |    |    |        |        |        |        |
| Relais par équipes résultats détaillés |    |    |        |        |        |        |

## Tableau des médailles
- Pays organisateur ( Italie)

| Rang | Pays | Médaille d'or, Jeux olympiques | Médaille d'argent, Jeux olympiques | Médaille de bronze, Jeux olympiques | Total |